# Tadeusz Dowjat

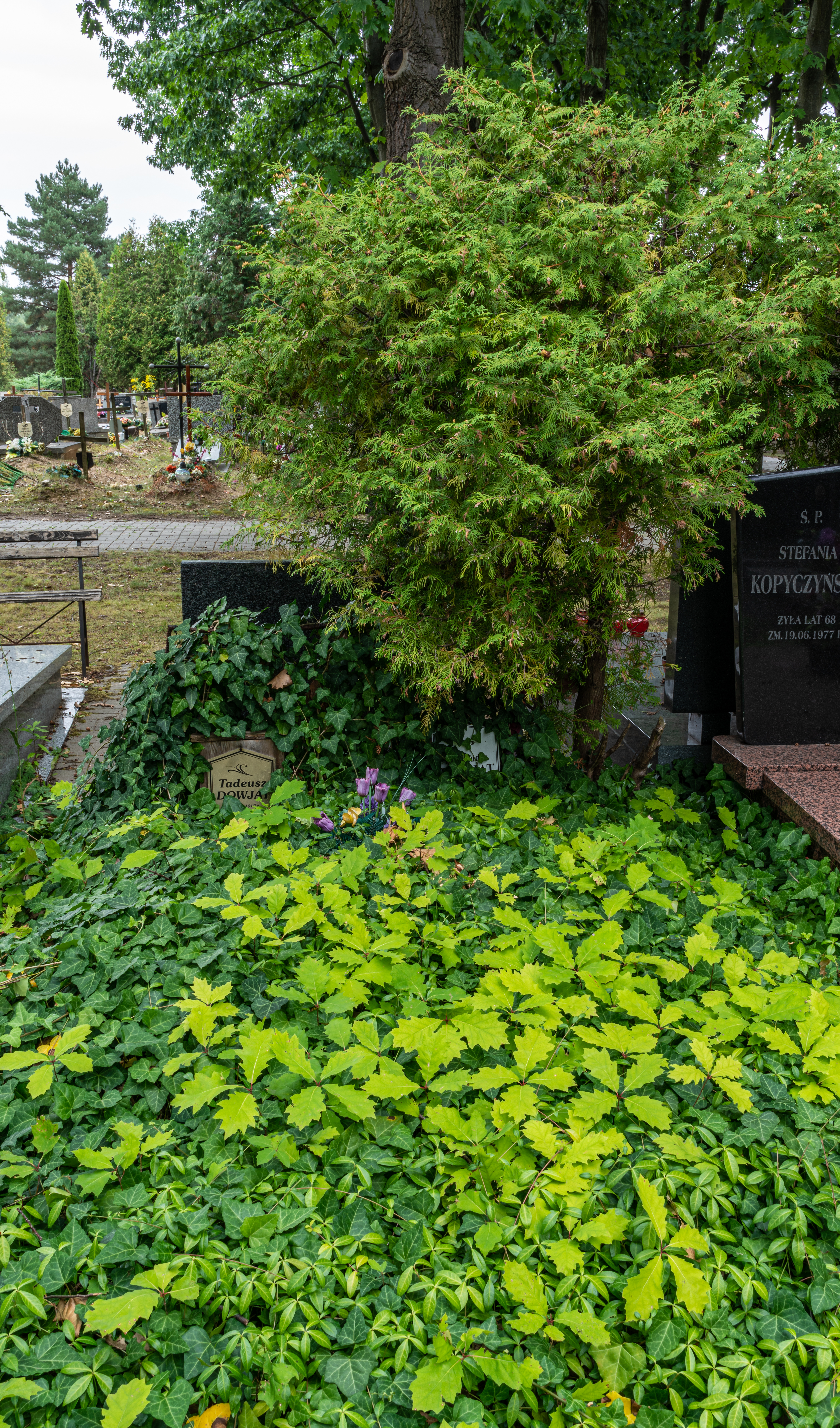
Grób Tadeusza Dowjata na cmentarzu Komunalnym Północnym w Warszawie

Tadeusz Dowjat (ur. 1 lipca 1917 w Zakręcie, zm. 11 czerwca 1977 w Warszawie) – polski psycholog, teoretyk pedagogiki.

## Życiorys
Ukończył studia na Wydziale Humanistycznym Uniwersytetu Warszawskiego, promotorem pracy magisterskiej z psychologii był prof. Stefan Baley. Równolegle specjalizował się w psychologii wojskowej, po ukończeniu nauki został asystentem w Katedrze Psychologii Wychowawczej Uniwersytetu Warszawskiego. Po wybuchu II wojny światowej walczył ochotniczo w kampanii wrześniowej, w dywizji dowodzonej przez gen. Franciszka Kleeberga awansował do stopnia podchorążego. Od 1943 wykładał w Tajnym Uniwersytecie Warszawskim. W 1944 przedostał się do Lublina i zaangażował w organizację Uniwersytetu Marii Curie-Skłodowskiej, był kierownikiem sekretariatu. W roku akademickim 1945/1946 formalnie był młodszym asystentem Katedry Psychologii, ale nie prowadził zajęć, przejściowo kierował Działem Wydawnictw Uniwersyteckich UMCS oraz sekretarzem Komisji Powszechnych Wykładów Uniwersyteckich. Zwolniony z pracy w niejasnych okolicznościach wyjechał do Warszawy, gdzie rozpoczął pracę w Zarządzie Centralnym Ministerstwa Oświaty. Następnie wykładał w Instytucie Pedagogicznego Kształcenia Nauczycieli Wydziału Psychologii i Pedagogiki Uniwersytetu Warszawskiego, był współautorem podręcznika "Zarys pedagogiki" (red. Bogdan Suchodolski, PWN 1962). Tadeusz Dowjat specjalizował się m.in. w problematyce szkolnictwa we Francji, był aktywnym działaczem Towarzystwa Przyjaźni Polsko-Francuskiej. 
Pochowany na cmentarzu komunalnym Północnym w Warszawie (kw. W-XIII-4, rząd 2, grób 18).